# شهرستان نولان (تگزاس)
شهرستان نولان، تگزاس (به انگلیسی: Nolan County, Texas) یک سکونتگاه مسکونی در ایالات متحده آمریکا است که در تگزاس واقع شده‌است.

## خصوصیات
شهرستان نولان ۲٬۳۶۷٫۲۶ کیلومترمربع مساحت دارد.